# Philippe de Mézières
Pour les articles homonymes, voir Mézières.
Philippe de Mézières (v. 1327 – 29 mai 1405), est un homme de guerre et de culture, polyglotte, traducteur et écrivain français du Moyen Âge, laïc autodidacte, chevalier, chancelier du royaume de Chypre, conseiller de quatre rois (dont Charles V), et de trois papes. Son influence spirituelle marque ses contemporains.

## Biographie

### Premières armes
Né dans le château de Mézières, situé près d'Amiens, en Picardie, Philippe est le douzième enfant d'une famille de la petite noblesse. Après des études à l'école capitulaire d'Amiens où il apprend notamment le latin, il fait ses premières armes sous les ordres de Lucien Visconti en Lombardie, avant de se retrouver l'année suivante au service du duc de Calabre, André, assassiné en septembre 1345. L'automne de la même année, il est en route vers l'Orient avec l'armée française. Après la bataille de Smyrne, en 1346, il est armé chevalier puis, lorsque l'armée se disperse, il prend la route de Jérusalem.
Conscient de la supériorité dont jouit l'armée ennemie en raison de sa discipline, il milite pour la création d'un nouvel ordre de chevalerie à la suite d'une révélation, mais sans succès. Il décrit les principes de cet ordre dans son Nova religio passionis (1367-1368), texte qu'il corrige et complète entre 1386 et 1396. La traduction française : La Chevalerie de la Passion de Jhesu Crist, date de 1396.
Ayant abrégé ses études universitaires, il est en partie autodidacte et n'appartient pas à la Clergie, l'historien Joël Blanchard le présente comme un autodidacte utopiste, qui jusqu'à sa mort a gardé des contacts avec de nombreux intellectuels de son époque.

### À la cour des souverains chypriotes
De Jérusalem il se met en route pour Chypre en 1347 et se rend à la cour de Hugues IV, où il découvre un auxiliaire enthousiaste dans la personne du fils du roi, Pierre de Lusignan, qui porte encore le titre de comte de Tripoli ; mais il quitte Chypre assez rapidement pour reprendre une carrière de soldat de fortune jusqu'au moment où Pierre monte sur le trône de Chypre en novembre 1358 et se fait reconnaître Roi de Jérusalem. Vers 1360, Mézières regagne l'île où il est fait chancelier.
Très influencé par la piété du légat Pierre Thomas (mort en 1366), nommé patriarche de Constantinople en 1364, dont il deviendra plus tard l'ami et le biographe, il est l'un des principaux artisans de la croisade d'Alexandrie de 1365. En 1362, Pierre de Chypre entreprend de rendre visite aux princes européens en compagnie du légat pontifical et de Mézières pour solliciter leur aide en vue de cette expédition. Rappelé par ses obligations, Pierre laisse au légat et à Mézières le soin de défendre sa cause auprès du pape en Avignon et dans les cités du nord de l'Italie. Les deux hommes prêchent ensuite la croisade à travers l'Allemagne, avant de se rendre ensemble jusqu'à Alexandrie dont Pierre s'empare en 1365, au grand dam des marchands chrétiens. Après la chute de la ville, Mézières se voit promettre un tiers de revenus de la ville pour fonder son ordre de chevalerie. Mais l'armée occidentale, satisfaite de l'immense butin dont elle s'est emparée, décide de mettre fin à la campagne et abandonne la ville.
En juin 1366 Mézières est envoyé à Venise, en Avignon et fait le tour des cours occidentales pour obtenir de l'aide contre les Sarrasins qui menacent alors le royaume de Chypre. Ses efforts demeurent vains. Même le pape Urbain V recommande la paix avec le sultan. Mézières passe quelque temps à Avignon, essayant de recruter des volontaires pour son ordre de chevalerie tout en rédigeant une Vita S. Petri Thomasii (Anvers, 1659), véritable mine de renseignements sur l'histoire de l'expédition d'Alexandrie. La préface ( Prefacio) et Epistola, qui constituent la première mouture de son projet d'un nouvel Ordre de la Passion du Christ (cosmopolite et non national comme le sont les ordres existants, destiné à remplacer les ordres militaires éteint ou vieillissant des Templiers et des Hospitaliers) sont rédigées à la même époque.

### Venise
Mézières part pour Chypre en 1368, mais c'est à Venise qu'il apprend l'assassinat de Pierre à Nicosie dans la nuit du 16 au 17 janvier 1369. C'est une immense douleur pour lui. Toutes ses espérances de croisade sont ruinées. Il décide alors de rester à Venise et de se retirer du monde. Fidèle à lui-même, il garde de nombreux contacts avec l’extérieur, notamment avec François Pétrarque (dont il reprend la traduction de l'histoire de Griseldis, héroïne d'une des nouvelles du Decameron de Boccace, dans son traité sur le mariage). Philippe de Mézières est un des premiers à introduire la littérature italienne en France. Il est aussi le premier à citer Dante dans son œuvre.
On le retrouve aussi très présent dans les milieux pieux de la ville ; son envergure spirituelle est d’ailleurs rapidement reconnue par son large entourage. Membre de la Scuola de Saint Jean l’Evangéliste, Philippe lui fait donation le 23 décembre 1370 d’une relique de la Vraie Croix, léguée par Pierre Thomas qui se l’était fait remettre par des chrétiens de Syrie.
1370 est aussi la première année où est fêtée à Venise la Présentation de Marie au Temple, grâce à l’intervention de Philippe qui tient à la faire instaurer en Occident, comme c’est le cas en Orient. Cette fête est non seulement l’occasion d’honorer une nouvelle fois la mère de Dieu, mais aussi d’implorer son intercession auprès de son fils Jésus-Christ et de commémorer un événement important de l’histoire de la Rédemption. Philippe poursuivra avec succès son action en faveur de cette célébration à Avignon puis Paris. Elle est toujours fêtée par l’Église catholique, le 21 novembre.
Ces événements montrent l’influence spirituelle qu’a Philippe de Mézières lors de son séjour à Venise, même s’il y reste peu de temps.

### Retour en France
En 1372, Philippe de Mézières se rend à la cour de Grégoire XI, à Avignon. Le 27 novembre 1372, avec l'accord du pape, il fait jouer dans l’église des cordeliers d’Avignon une représentation figurée intitulée Legenda Presentationis Beatae Mariae. Avant la messe, se déroulent des jeux et des processions avec des musiciens travestis en anges et des acteurs chanteurs qui interprètent une partie de leur répertoire en langue provençale ad exitandum populum ad devotionem. Puis dans le cadre du rapprochement des Églises orthodoxe et catholique, il travaille à l'implantation de la fête commémorant la Présentation de Marie au Temple en Occident, traduisant l'office grec en latin. En 1373 il est à Paris, où il fréquente des penseurs comme Nicole Oresme, l'un des fidèles conseillers de Charles V, qui avait refusé de se laisser entraîner dans la croisade. Chargé de l'éducation du dauphin, il devient le gouverneur du futur Charles VI, mais doit prendre sa retraite à la mort du roi, ainsi que les autres conseillers.
Il réside ensuite dans le couvent des Célestins de Paris, continuant à exercer une certaine influence sur la vie publique. Il est notamment proche de Louis d'Orléans. Lorsque Charles VI s'émancipe de la tutelle de ses oncles, Mézières devient à nouveau proche de la cour. C'est de cette période que date la majorité de ses écrits. Il compose deux traités de dévotion, Contemplatio horae mortis et Soliloquuum peccatoris entre 1386 et 1387. En 1389, il rédige le Songe du Vieil Pèlerin, long voyage allégorique dans lequel il décrit les coutumes de l'Europe et du Proche Orient et donne de précieux conseils de gouvernement à son lecteur royal, le jeune Charles VI, lui recommandant la paix avec l'Angleterre et la poursuite des croisades, dans le but de réunir toute la Chrétienté.
Oratio tragedica, texte largement autobiographique, est rédigé dans le même but. En 1395, il est chargé de la rédaction d'une Epistre au roi Richard II d'Angleterre pour lui proposer un mariage avec Isabelle de France (1389-1409). La croisade de 1396 le laisse dubitatif. La déroute de Nicopolis le 25 septembre 1396 justifie ses appréhensions et lui inspire sa dernière œuvre, l'Epistre lamentable et consolatoire, dans laquelle il met en scène Jean de Blaisy et propose, une fois de plus, la création d'un nouvel ordre de chevalerie comme remède à de futurs désastres.
Philippe de Mézières décède le 29 mai 1405. Il lègue la quasi-totalité de ses biens aux Célestins, auprès de qui il a passé les vingt-cinq dernières années de sa vie.

## Contenu duSonge du Vieil Pèlerin
Philippe de Mézières est invité à rédiger Songe du Vieil Pèlerin, un traité pédagogique, pour le jeune Charles VI en 1389.
Le premier livre de ce traité est consacré à une invitation faite par l'auteur de partir en pèlerinage. Ainsi on y retrouve les reines, "Charité, Sagesse, Miséricorde, Paix, Vérité, Justice", qui quittent la terre alors plongée dans les ténèbres (image du pèlerinage). Leur départ entraîne une pluie de maux sur la terre (elles protègent la terre).
Le deuxième livre décrit la mauvaise phase des juristes. On retrouve ici la critique des juristes également présente dans la pensée d'homme comme Nicole Oresme. Ce dernier décrivant les juristes comme des "idiots politiques". Philippe de Mézières dans son traité indique que les juristes souhaitent un tyran pour gouverner : « Les Français doivent au prince (…) servir le roi selon sa volonté absolue ». Le Prince est ici supérieur aux lois.
Le troisième livre est d'ailleurs consacré au Roi. Philippe de Mézières y expose une symbolique forte autour d'un gouvernement royal tempéré. Pour ce faire, le Roi doit être érudit, respecter la loi divine, civile, morale, saints usages du Royaume. Il doit "garder" la loi ou la réformer pour qu'elle soit meilleure. Il décrit donc une vision du Roi aux antipodes du Roi guerrier ou chasseur. En effet, il soutient que le Roi doit s'instruire, lire des traités de politique, être vertueux et prudent.
Dans ce troisième livre, il soutient que le Roi doit respecter la liberté de ses sujets, il soutient la policie royale. Le Roi reste cependant souverain en son royaume, mais la limite de cette souveraineté, c'est l'amour de ses sujets et le respect de leurs avis. Il y prône d'ailleurs la mise en place d'un grand conseil (réunissant les trois ordres).

## Œuvres (classement alphabétique des ouvrages)
- De la Chevallerie, Paris, Bibliothèque de l'Arsenal, MS. 2251, ff. 10-13.
- Epistre au roi Richart, 1395, français (éd. et trad. par G. W. Coopland, Liverpool, Liverpool University Press, 1975).
- Lettres de Charles cinquième... et de Philippe, gentilhomme de Picardie, seigneur de Maisières en Sangters... pour faire recevoir et célébrer la feste de la Présentation de la Très-Saincte Vierge en l'Église latine à l'imitation de l'Église grecque... tirées de l'église de Metz et dédiées à M. l'... évesque de Senlis [par M. Meurisse], Impr. de J. Antoine, Paris, 1638[8].
- Livre de la vertu du sacrement de mariage et réconfort des dames mariées, 1384-1389, traité en français (éd. par Joan B. Williamson, Washington, D.C., The Catholic University of America Press, 1993).
- Presentatio beate Marie in templo, 1372, traduction latine d'un drame liturgique grec.
- Praesentatae gloriosae Virginis Mariae in templo in Ecclesia orientali antiquissima festivitatis institutio, in latina exinde recepta, opera et zelo illustris viri D. Philippi de Mazzeriis... ac demum novissimo saeculo a Jesu Societate mirum exaltata, Typis M. Parys, Antverpiae, 1666[8].
- Règle de l'Ordre de la Passion du Christ, 1396 (avant la bataille de Nicopolis), troisième version de la règle en français, après deux versions en latin (« La Sustance de la Chevalerie de la Passion de Jhesu Crist en françois », éd. par Abdel Hamid Hamdy, Bulletin of the Faculty of Arts, Alexandria University, 18 (1964), pp. 43-104.).
- Songe du viel pelerin, 1389, éd. Joël Blanchard, avec la collaboration de Antoine Calvet et Didier Kahn, Genève, Droz, 2015, 2 vol. (Textes Littéraires Français, 633) ; trad. par Joël Blanchard, Paris, Pocket, 2008, coll. Agora, n° 297) http://www.droz.org/france/fr/6163-9782600018357.html
- Songe du viel pelerin (en français moyen), édition critique par Joël Blanchard avec la collaboration de Antoine Calvet et Didier Kahn, Droz, Genève, 2015.
- Une Epistre lamentable et consolatoire, adressée en 1397 à Philippe le Hardi, duc de Bourgogne, sur la défaite de Nicopolis (1396) (éd. par Philippe Contamine et Jacques Paviot, Paris: Société de l'histoire de France, 2008).
- Vita sancti Petri Thomae, 1366, latin, biographie de Pierre Thomas (éd. par Joachim Smet, Roma, Institutum Carmelitanum, 1954).
- Vita S. Petri Thomasii... scripta ab... Philippo Mazzerio... [et] Godefrido Henschenio, J. Meursius, Antverpiae, 1659[8].

Une partie de sa correspondance a été publiée dans la Revue historique (vol. xlix.); les deux épîtres mentionnées plus haut sont parues dans l'édition des Chroniques de Froissard due à Kervyn de Lettenhove (vols. xv. et xvi.). Le Songe du vergier ou Somnium viridarii, composé vers 1376, lui fut attribué par Iorga, mais ne l'est plus.